# Техноробочий проєкт
Техноробочий проєкт (рос. технорабочий проєкт, англ. detail(ed) project, нім. Projektmuster, technisches Projekt mit Ausführungsunterlagen) — проєкт, що розробляється для підприємства, наприклад, гірничого, будівництво якого намічається здійснювати за типовими та повторно застосовуваними проєктами, а також для технічно нескладних об'єктів.
Розробляється якщо проєктування робиться не у дві стадії (технічний проєкт та робоча документація), а в одну. В цьому випадку крім робочих креслень, проєкт повинен мати пояснювальну записку з технікоекономічними показниками та іншими даними, схему генерального плану підприємства, перелік типових проєктів, заміни та доповнення у зв'язку з прив'язкою до місцевих умов та кошторис.
Техноробочий проєкт — частина експериментального проектування